# Sugar (Stanley Turrentine)
Sugar è un album di Stanley Turrentine, pubblicato dalla CTI Records nel 1971. Il disco fu registrato nel novembre del 1970 presso gli studi di registrazione di Rudy Van Gelder a Englewood Cliffs, New Jersey (Stati Uniti).

## Tracce
Lato A
1. Sugar – 10:00 (Stanley Turrentine)
2. Sunshine Alley – 11:00 (Butch Cornell)

Lato B
1. Impressions – 15:30 (John Coltrane)

Edizione CD del 2002, pubblicato dalla Epic Records
1. Sugar – 10:09 (Stanley Turrentine)
2. Sunshine Alley – 10:47 (Butch Cornell)
3. Impressions – 14:12 (John Coltrane)
4. Sugar (Live) – 14:29 (Stanley Turrentine) – Bonus track

- Brano 4, registrato dal vivo il 18 luglio 1971 all' "Hollywood Palladium" di Hollywood (California)

## Musicisti
Stanley Turrentine Sextet
Brano A1
- Stanley Turrentine  - sassofono tenore
- Freddie Hubbard  - tromba
- George Benson  - chitarra
- Lonnie Smith Jr.  - pianoforte elettrico
- Ron Carter  - contrabbasso
- Billy Kaye  - batteria

Stanley Turrentine Septet
Brani A2 & B
- Stanley Turrentine - sassofono tenore
- Freddie Hubbard - tromba
- Butch Cornell - organo
- George Benson - chitarra
- Ron Carter - contrabbasso
- Billy Kaye - batteria
- Richard "Pablo" Lundrum - congas

CTI All-Stars at the Hollywood Palladium
Brano CD 4
- Stanley Turrentine - sassofono tenore
- Freddie Hubbard - tromba
- Hank Crawford - sassofono alto
- Hubert Laws - flauto
- Johnny Hammond Smith - organo
- George Benson - chitarra
- Ron Carter - contrabbasso
- Billy Cobham - batteria
- Airto - percussioni